# 富士山
富士山（日语：／ Fujisan）是日本一座橫跨靜岡縣和山梨縣的活火山，位於東京西南方約80公里處，主峰海拔3776公尺，2002年8月（平成14年），經日本國土地理院重新測量後，為3775.63公尺，是日本国内的最高峰。
富士山頂冬季積雪，直至次年6、7月才會融化，在管理上屬於本州地區的富士箱根伊豆国立公园範圍內。在富士山山麓周圍，分布着5個淡水湖，統稱富士五湖，是日本著名的觀光度假名勝地。富士山有4個主要的登山口，分別為富士宮口、須走口、御殿場口、富士吉田（河口湖）口等，其中前三個登山入口都在靜岡縣內。
富士山被日本人視為聖山，不但名列日本百名山，同時也是日本三名山之一，在古代文献中亦被稱為不二、不盡或是富慈，也经常被稱作芙蓉峰、富嶽或富岳。自古以來，這座山的名字就經常在日本的傳統詩歌和歌中出現。富士山與樱花、新幹線並列为日本的國家象徵。富士山與淺間神社等範圍以富士山于2013年6月22日以精神信仰與藝術層面正式獲選列入世界文化遺產，是日本的第17個世界遺產（第13個世界文化遺產）。富士山除了特指此座山脈，還有一系列「鄉土富士」，即遍布日本全國各地帶有「富士」名稱的山，比如羊蹄山等外型相似的山脈。

## 地質

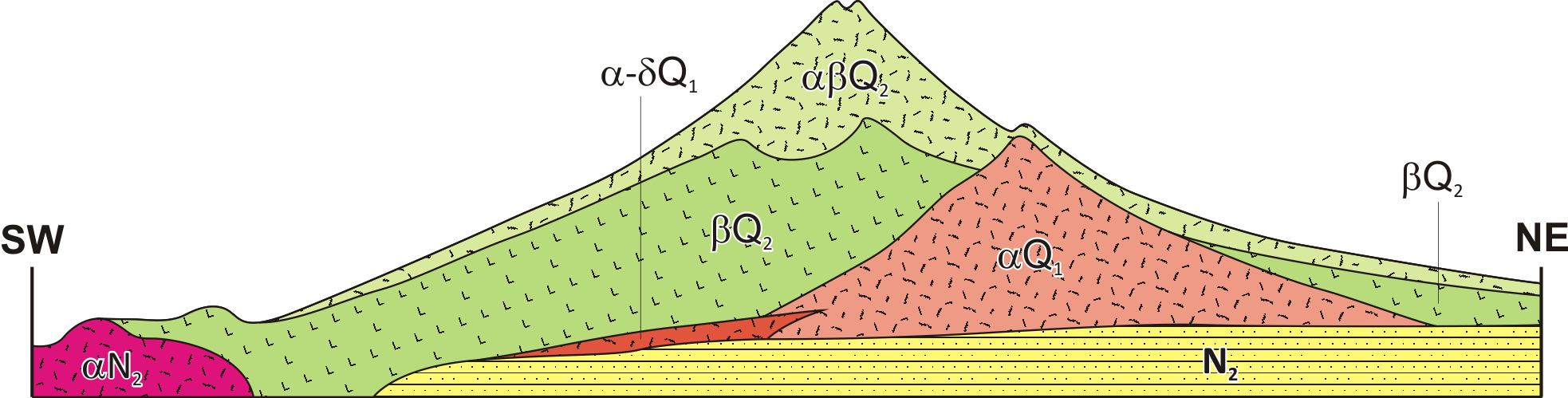
富士山的地质剖面：
N_{2} =第三纪的沉积岩；
αN_{2} = 第三纪的火成岩；
αQ_{1} =小御岳火山；
α-δQ_{1} =爱鹰火山；
βQ_{2} =古富士火山；
αβQ_{2} =新富士火山。

富士山构造图

富士山是典型的複式火山，從形狀上來說，屬於標準的錐狀火山，具有獨特的優美輪廓。至今為止，富士山在山體形成過程中，大致可以分為三個階段：
1. 小御岳
2. 古富士
3. 新富士

其中，小御岳年代最為久遠，是在數十萬年前的更新世形成的火山。
古富士是從8萬年前左右開始直到1萬5千年前左右持續噴發的火山灰物質沈降後形成的，其高度接近標高3000米。據估計，當時的山頂位於現在的寶永火山口北側1-2公里處。

### 火山噴發史
距今大約1萬1千年前，古富士的山頂西側開始噴發出大量玄武岩質熔岩。這些熔岩形成了現在的富士山主體的新富士。此後，古富士與新富士的山頂東西並列。約2500-2800年前，古富士的山頂部分由於風化作用，引起了大規模的山崩，最終只剩下新富士的山頂。
據估計，距今1萬1千年前到8千年前的3000年間，新富士山頂仍在不斷噴發出熔岩。此後，山頂部沒有新的噴發，但是長尾山和寶永山等侧火山仍有断断续续的噴發活动。
史上关于噴發的文字记载有：公元800年-802年（日本延历19-21年）的“延历噴發”，以及864年（日本貞觀6年）的贞观噴發。富士山最后一次噴發是在1707年（日本宝永4年），这次由宝永山发出的浓烟到达了大气中的平流层，在當时的江户（现稱東京）落下的火山灰都积有4厘米厚。此后仍不断观测到火山性的地震和喷烟，地質學家一般都將富士山歸類為活火山之列，但估計其爆發風險很低。
根據東京大學地震研究所於2004年4月進行的鑽探調查，在上述的3座山體下仍存在更為古老的山體。這第4座山體被命名為先小御岳。

### 寶永山

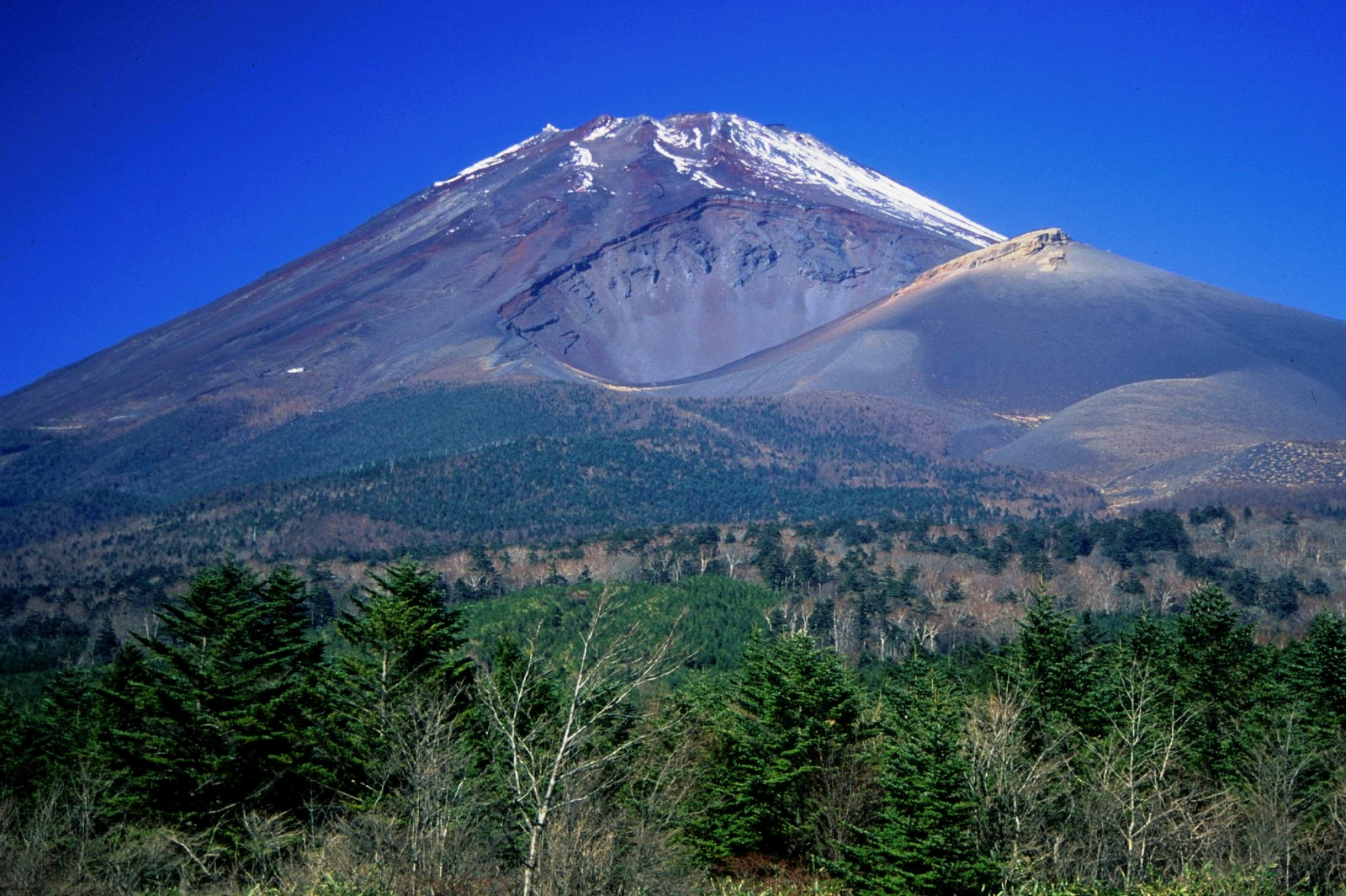
右方較矮為寶永山

寶永山（ほうえいざん，Houeizan）是富士山周圍最顯眼的寄生火山，其形成於日本寶永四年。位於富士山東南斜面，標高2693米。在寶永山的西側，有一巨大的火山口。

### 地下水
在富士山域降下的雨雪，在地表下形成了地下水脉而涌出，主要有四個景點：忍野八海、白線瀑布、柿田川、涌玉池

### 富士八峰

以SRTM製作的3D地圖

在富士山顶直径约800公尺的火山口周边，共有8座山峰：
| 名稱（别稱）       | 海拔                 |
| ------------------ | -------------------- |
| 劍峰               | 3776米（日本最高峰） |
| 白山嶽（釋迦岳）   | 3756米               |
| 伊豆岳（阿彌陀岳） | 3740米               |
| 朝日岳（大日岳）   | 3730米               |
| 勢至岳（成就岳）   | 3730米               |
| 三島岳（文殊岳）   | 3730米               |
| 久須志岳（藥師岳） | 3720米               |
| 駒岳（淺間岳）     | 3710米               |

## 历史
在日本古代詩歌集《萬叶集》，有許多與富士山有關的文學作品，其中山部赤人的短歌最為著名：
|  |  |  |

（上爲萬葉假名原文）
能夠考證富士山噴發年代的最早的文字記錄，是《续日本纪》，書中記錄了781年（天应元年）從富士山噴出的火山灰。在平安时代初期創作的《竹取物语》有相關記載可以瞭解到當時的富士山是一座活火山。
在江户时代，1707年12月16日的寶永山大噴發在江戶城中落下了大量的火山灰。關於這次噴發，留存有大量的文字和圖畫記錄。
此後，也有許多關於火山口冒煙和震動的記錄，但可以推測基本都為短期且小規模的火山活動。

## 藝術

### 繪畫

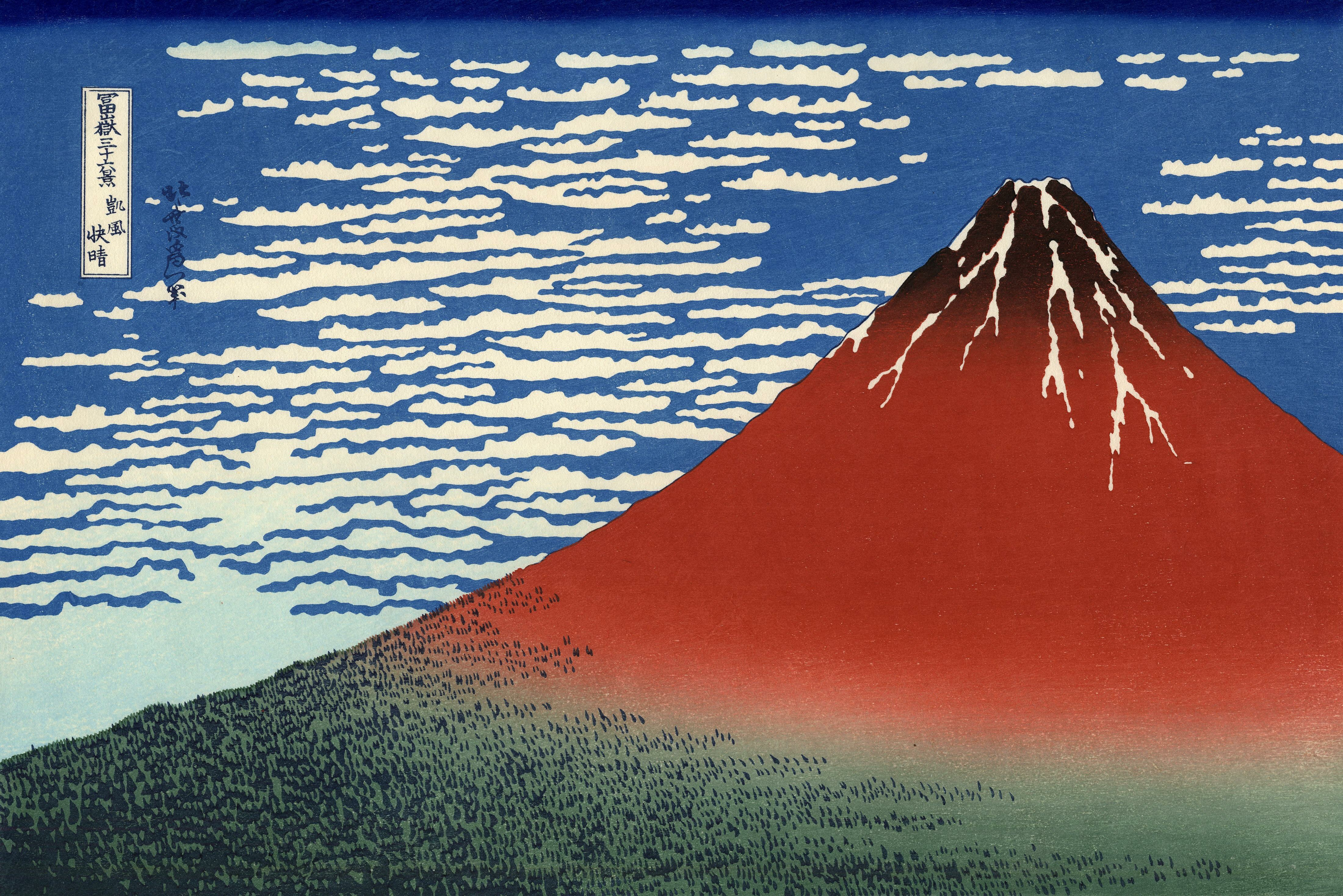
葛饰北斋《富岳三十六景·凯风快晴》的赤富士

江户時代日本著名的浮世繪畫家葛飾北齋以富士山為題材創作了46幅的連續版畫《富嶽三十六景》（約1831年）。當初畫家計劃按照題名只畫36幅，但後來因廣受歡迎，又加畫了10幅。其中，描繪了富士山雄美壯觀的作品《凱風快晴》和《山下白雨》等都廣為人知，這兩幅畫也被人親切地稱為“赤富士”與「黑富士」。（《富嶽三十六景》之中，還有一幅描繪海浪的《神奈川沖浪裏》傑作非常有名）。「赤富士」指的是夏天沒有雪跡覆蓋的富士山，清晨被太陽曬紅的顏色。

## 文学
如前所述，富士山作為和歌的題材被廣泛使用。此外，也有一種說法：在《竹取物語》中，許多武士將長生不死的靈藥在最接近天的富士山上燃燒，因此，這座山名為「富士山」、「不死山」或「不盡山」。（日語中，「不死」和「不盡」的發音都與「富士」接近）
近代作家太宰治在1939年（昭和14年）創作的小說《富岳百景》中，有一段「月見草與富士山最為相配」的文字廣為流傳，現在的山梨縣士河口湖町的御阪山腰處立有刻著這段文字的石碑。
直木文学奖獲獎者新田次郎根據本人在富士山頂氣象觀測所的工作經驗，寫成了關於富士山的許多作品。他的獲獎作品《強力傳》便是描寫富士山的挑山工的生活的小說。此外，新田次郎還寫有《死在富士》、《發怒的富士》，《芙蓉的人》，《富士山頂》等作品。

## 宗教信仰

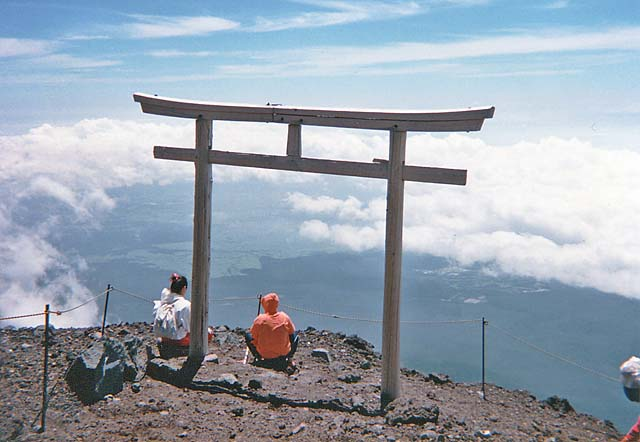
位於富士山頂附近的鳥居

日本自古將富士山視為崇拜對象，富士山被神格化後，稱為淺間大神；以奉祀淺間大神為主的神社，稱為淺間神社。淺間神社分布在日本各地，富士山側的富士山本宮淺間大社，為淺間神社的總本宮。因此，在富士山八合目以上除去登山道和气象觀測所之外的385萬平方米土地，都屬於該神社所有。但是，由於無法確定静冈縣和山梨縣的邊界，因此沒有取得土地所有权登记。
淺間大社内供奉的神灵为記紀神話中出現的女神「木花開姬」（このはなのさくやひめ，木花開耶姬），但是目前仍不清楚從何時起這位女神成為了護佑富士山的神靈。日本傳説《日本書紀》中記載，木花開耶姬女神是山神大山祇神的女兒，為天照大神的孫子天津彥彥火瓊瓊杵尊生下二兒子。老大「火闌降命」是隼人吾田氏的祖先，老二取名「彥火火出見尊」的孫子是日本第一位天皇神武天皇。
在古代的《常陸國風土記》中記載有關富士山神和筑波山神的傳說。據說，天神拜訪富士山神的住處，請求留宿，但是被主人以正在齋戒為由拒之門外。後來天神拜訪築波山神，也請求留宿，結果受到了歡迎。因此，此後築波山上人流不斷，而富士山卻遭到了終年積雪的懲罰。
平安時代的文學作品《更級日记》中，記載了當時一些人認為富士山神可以決定朝廷次年的人事更替的觀念。

### 富士山宗教
江戶時代，攀登富士山也在平民百姓中流行起來。平民們由於對富士山強烈的信仰，特地在江戶各地堆起了許多富士冢。所謂「富士冢」，就是在能夠眺望到富士山的地方用土堆起的人工小山丘，在山丘頂部也建有淺間神社供人參拜。因此，不能去富士山的人也能夠在當地體驗一下攀登富士山的感覺。這樣的富士冢很多被命名為「淺間山」或者「朝熊山」。另外從港灣眺望到富士山的地方，也有建立淺間神社的石碑的風俗。
在高漲的富士山信仰的背景下，江戶時代誕生了許多以富士山信仰為基礎的神道教佛教混合的新宗教。這些宗教在江戶進行施教，建立組織，許多都達到對幕府構成威脅的規模，因此遭到了幕府的鎮壓。這些宗教在明治維新中得以保存，與现在的實行教、丸山教和扶桑教等都有著淵源。即使在現代，也有許多以富士山信仰為基礎的組織，例如奥姆真理教和法華三法行等都在富士山的山麓設立總部。

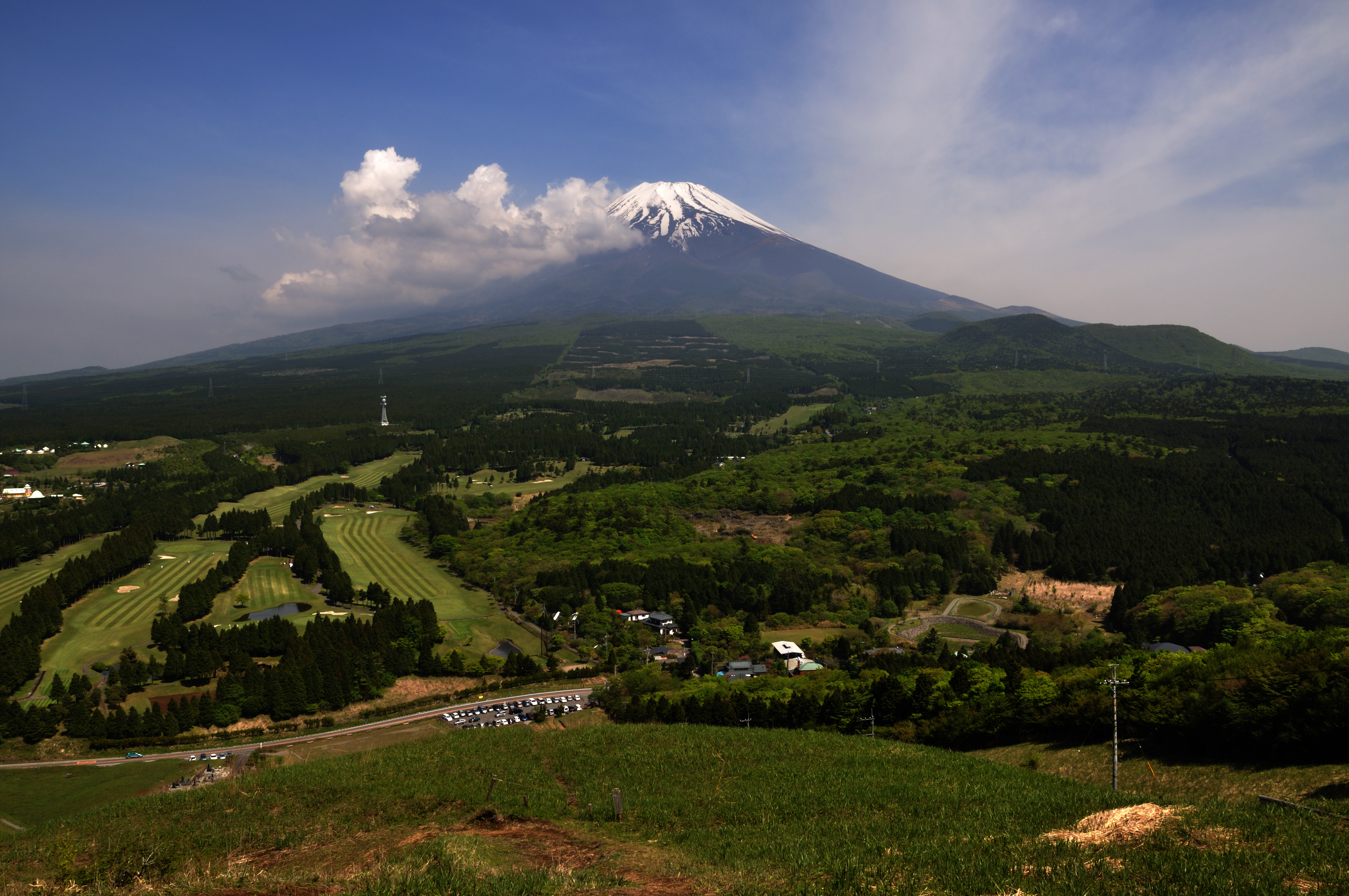
在越前岳远眺富士山

## 登山
富士山每年9月中旬到10月中旬開始冠雪，山頂的積雪一直要到次年6月逐漸融化，有時候7月中旬仍舊會有殘雪。因此每年的7、8月份是攀登富士山的最佳季節，其他季節封山。而8月份颱風數量增多，故推薦7月中旬登山最為適宜。雖然富士山高達3776米，但是各登山口基本都在2000米以上作為起點，所以難度不算很大，普通人不加以訓練也能攀登，每年都有數萬人攀登富士山，約有一半人能夠登頂成功。上山從五合目到山頂正常人約花費7到10個小時，下山約花費3到5個小時。

### 登山路線
富士山一共有4條登山路線，分別是吉田口、須走口、御殿場口和富士宮口。每條路沿路都建有山小屋，在登山季節對外開放。每條路都分為上山路和下山路。其中吉田口和須走口在八合目以上是一樣的，因此從吉田口下山在八合目務必注意路標。
- 吉田：歷史最悠久，五合目離山頂比較近，因此登山人數最多，路邊山小屋和商業設施也最多。五合目標高2305米。
  - 新宿站乘坐中央線到大月換乘富士急行，在河口湖下車後換乘登山巴士。
  - 新宿新宿站南口高速巴士總站直接乘坐前往河口湖五合目的高速巴士。
- 須走：五合目到六合目之間有很大的一片森林。五合目標高2000米。
  - 乘坐東海道線在国府津換乘御殿場線，在御殿場下車換乘須走口方向的登山巴士。
  - 乘坐東海道線在國府津換乘御殿場線，在松田下車換乘須走口方向的登山巴士。
  - 乘坐小田急在新松田下車換乘須走口方向的登山巴士。
- 御殿場：是难度最高的路線，五合目離山顶最远，下山时可以順大砂石坡狂奔，并且可以从侧面观察宝永山。五合目標高1440米。
  - 乘坐東海道線在国府津換乘御殿場線，在御殿場下車換乘御殿場口方向的登山巴士。
- 富士宫：五合目離山顶最近，但是岩石很多，主要是关西和名古屋方面的游客。五合目標高2400米。
  - 乘坐東海道線在新富士下車換乘富士宫口方向的登山巴士。
  - 乘坐東海道線在三島下車換乘富士宫口方向的登山巴士。
  - 乘坐東海道線在国府津換乘御殿場線，在御殿場下車換乘富士宫口方向的登山巴士。

要到達海拔3776米的富士山最高峰劍峰必須通過馬背，這裡坡度很大而且兩邊都是懸崖的沙坡，由於山頂天氣多變，並不是人人有機會能夠到達。因此到達各登山口頂部便算登頂成功。
圍繞山頂火口走一圈稱為鉢巡，大約需要40分鐘，沿順時針方向比較常見，但這樣通過馬背是上坡所以也有人選擇逆時針鉢巡，當然從陡滑的馬背下坡也不是那麼容易。

### 登山自由捐款
基於在2013年6月22日正式獲選列入世界文化遺産，為了保護在地的生態與環境清潔及改善登山相關設施，並提供更豐富的富士山相關文化資訊，往後在開放季節進入富士山登山的民眾，採自由捐獻1000日圓的入山維護費，捐贈者可獲得紀念品（日文：富士山保全協力金）。

### 登山裝備
富士山登山最重要的是行前準備，如事先準備衣服、登山靴等登山用品。最常見的就是忽視防水裝備的重要性，山上天氣變化非常快，一小時由晴天轉變成雨天不是罕見的事。適當的裝備可以防止出現低溫症，亦可減低高山症的風險

## 文化遗产

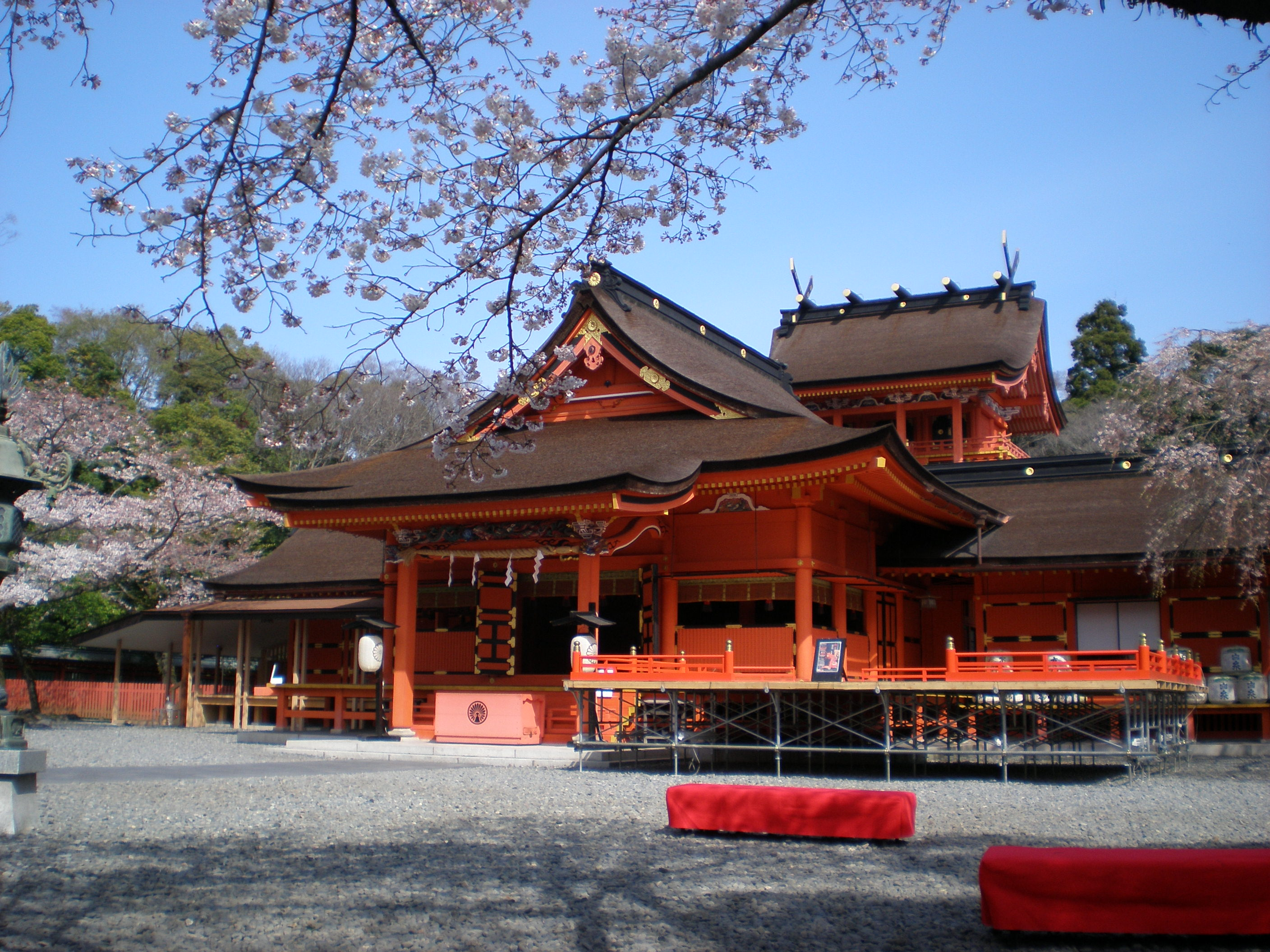
富士山本宮淺間大社

### 紀念物
- 「富士山」 - 特别名胜：1952年11月22日特別指定
- 「富士山原始林」 - 天然紀念物：1926年2月24日指定
- 「富士风洞」 - 天然紀念物：1929年12月17日指定

### 重要文化財
- 「富士淺間宫本殿」 - 神社，1907年5月27日指定
- 「富士山本宫淺間神社本殿」 - 神社，1907年5月27日指定
- 「富士御室淺間神社本殿」 - 神社，1985年5月18日指定
- 「北口本宫富士淺間神社西宫本殿」 - 神社，1953年3月31日指定
- 「北口本宫富士淺間神社本殿」 - 神社，1953年3月31日指定
- 「北口本宫富士淺間神社東宫本殿」 - 神社，1907年8月28日指定

## 灾害防治工作
- 火山噴發預告聯絡會（氣象廳）
  - 該會的工作不僅限於富士山，而是針對日本全國的火山活動進行研究。根據情況發表研究報告，但未對噴發的具體日期時間進行過公告。該會一年舉行3次例會，在火山噴發時進行臨時會議。2000年10月，富士山附近的低周波地震增加的時候，設立了工作小組，集中進行收集富士山基礎數據，監視系統以及火山信息發送發放的研究工作。
- 富士山災害地圖檢討委員會（內閣府防灾负责）
  - 旨在製作火山噴發時大範圍避難場所的地圖。
- 富士直辖防砂工作（國土交通省）
  - 旨在防止大澤山溝地區發生的大規模泥石流對山腳地區造成的災害。

## 再次噴發風險
富士山上次噴發是1707年的寶永大噴發，誘因是噴發前49天的宝永規模8.6地震。2011年日本發生規模9.0地震後，富士山可能再次噴發的討論進入了大眾視野。
在有記載的17次噴發中富士山平均120年左右會噴發一次，而如今山體內部壓力累積已長達三百多年之久，2012年曾經高達1.6兆帕，比火山噴發前記錄的壓力高出數倍，而富士山的火山口已經從幾十個口飆升到三百多個。不過僅憑這些數值並不能直接說明富士山「已滿足所有噴發條件」。
本近年來地震頻發，而富士山周邊區域僅在2021年12月3日這一天就發生了4次地震，意味著爆發的誘因變多了。更有學者稱在不遠的將來日本還會再次發生規模9.0等級的大地震。
若再次噴發，岩漿可能會到達包含東京、神奈川縣、千叶縣等27個市行政區。「富士山可能不久後噴發」近年在日本社會，尤其是東京城市圈民的輿論環境中，成為常見的擔憂之一。
2020年4月，日本政府消防部門的一個工作組制定措施，旨在應對可能噴發產生的火山灰。稱如果風向與1707年相同，火山灰或將落在東京都市圈，可能擾亂交通混亂並導致停電。
2022年6月19日時事社東京報道，日本警察厅已經開始為富士山可能噴發做全面準備，將購買防塵口罩分發給地方警察部門。

## 氣象觀測所
在日本最高峰的富士山觀測氣象，可以有利于颱風的預報。因此日本很早就在富士山頂設立了氣象觀測所。
1880年（明治13年），開始在富士山頂觀測氣象，但直到1932年（昭和7年），才設立了富士山臨時氣象觀測所，進行常年的氣象觀測工作，觀測結果通過超短波无線電象廳。1936年，觀測所移至最高峰的劍峰，並改為常設氣象觀測所。這是當時世界上海拔最高的氣象觀測所。1964年觀測所設置了雷達。這個雷達作為富士山頂的象徵對於登山者們來說非常熟悉。
隨着氣象衛星和多普勒雷達的技術完善，山頂的雷達觀測漸漸變得不再重要，因此在1999年（平成11年）廢止了雷達觀測。觀測所也在2004年9月30日變成無人自動化（實際上由於天氣惡劣，直到10月1日才實行無人化），目前該所仍自動進行氣温、濕度和氣壓的觀測。廢棄的氣象雷達接收器，陳列在富士吉田市的富士山雷達館中，供人參觀。

## 帶有富士的地名
由於富士山是日本代表性的名山，因此日本各地都有許多帶有富士名字的地名。許多能夠看到富士山的地方就被稱作「富士見」，而一些與富士山相似的山也被冠以「富士」的名稱。許多移民到海外的日本人，也往往愛將住處附近的山稱為「○○富士」。例如位於美國華盛頓州的雷尼爾山就被當地的日本人稱為塔科馬富士。

### 日本各地存在的鄉土富士
在日本，至少存在有314座鄉土富士（即帶有富士名字的山）。在此，介紹其中較為有名的一些，詳細內容請參照鄉土富士列表。

#### 北海道
- 利尻富士（利尻岳位於利尻島）
- 蝦夷富士（羊蹄山）

#### 本州
- 津輕富士（岩木山：青森縣）
- 岩手富士（岩手山：岩手縣）
- 出羽富士（鳥海山：山形縣）
- 吾妻富士（東吾妻山：福島縣）
- 榛名富士（榛名山：群馬縣）
- 伯耆富士（大山：鳥取縣）

#### 九州
- 豐後富士（由布岳：大分縣）
- 薩摩富士（開聞岳：鹿儿島縣）

### 其他帶有富士名字的企業或列車名
這些企業往往以「如富士山一樣成為日本的象徵」或者「在能夠看見富士山的土地上創業經營」為理由，將富士山用來命名。
- 富士
- 富士通（Fujitsu）
- 富士達（Fujitec）
- 富士電視台
- 武富士
- 舊富士银行
- 富士電機[註 2]
- 富士重工業
- 富士化成工業
- 富士火灾海上
- 富士急行
- 富士紡織
- 特急富士
- 富士玻璃
- 富士自行車
- 富士見書房
- 富嶽轟炸機（二戰末期由中島飛機公司研發的轟炸機，但終戰時仍只在設計階段）
- 超級電腦「富岳」（2020年6月成為世界最快的超級電腦[15]）
- 富士回遊號

## 其他

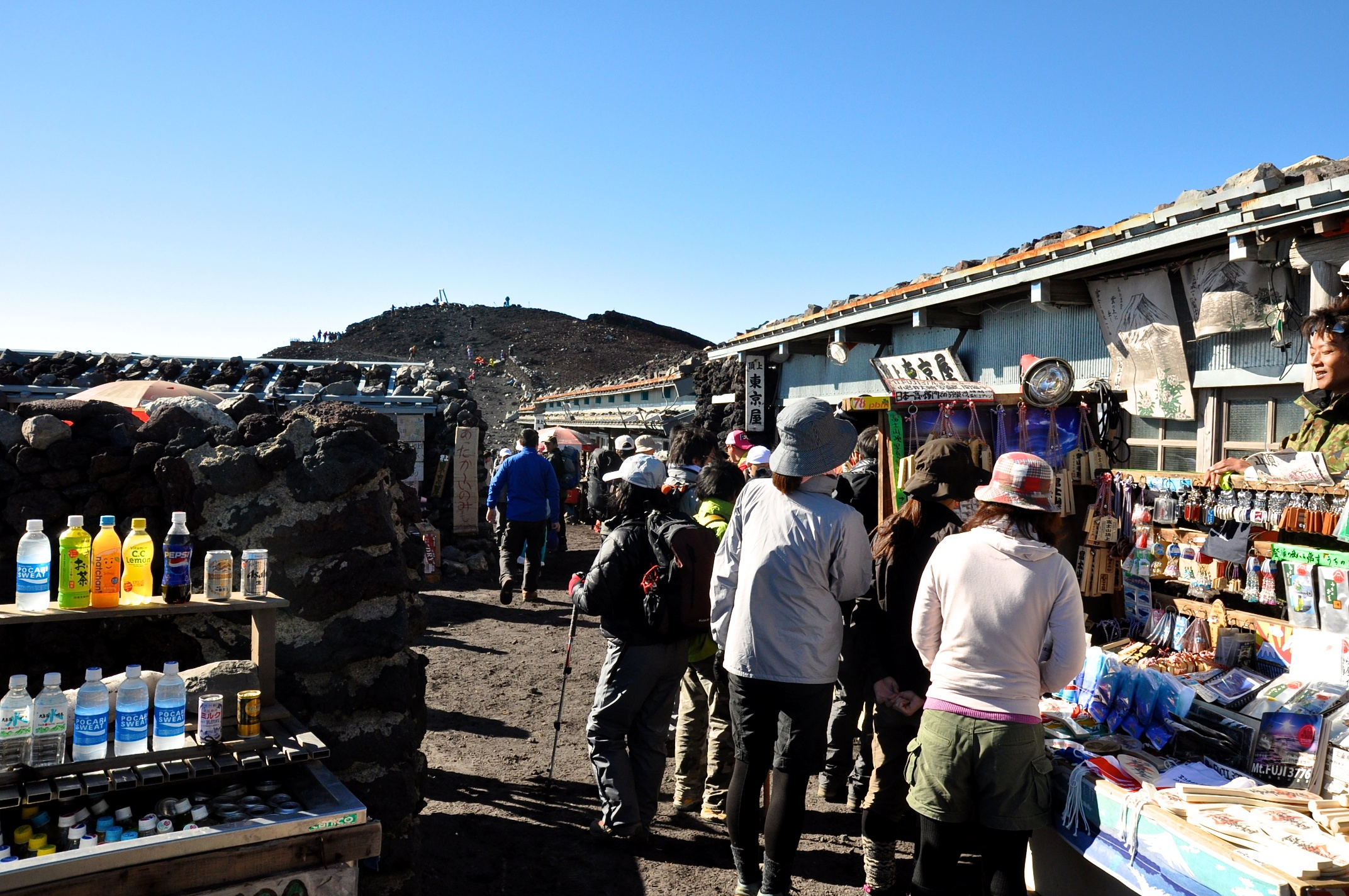
山頂的登山季期間休息站

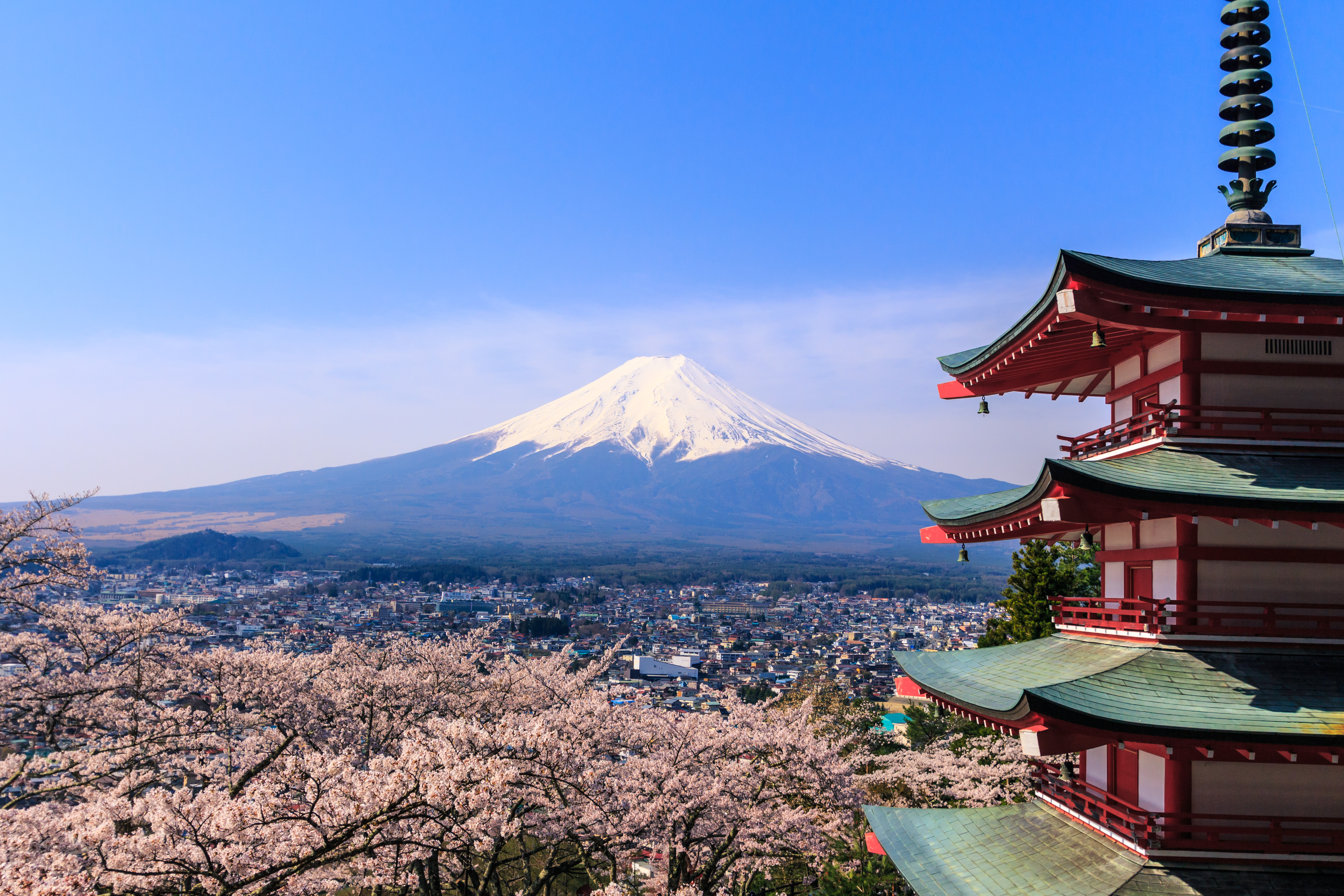
新倉山淺間公園（富士吉田市）

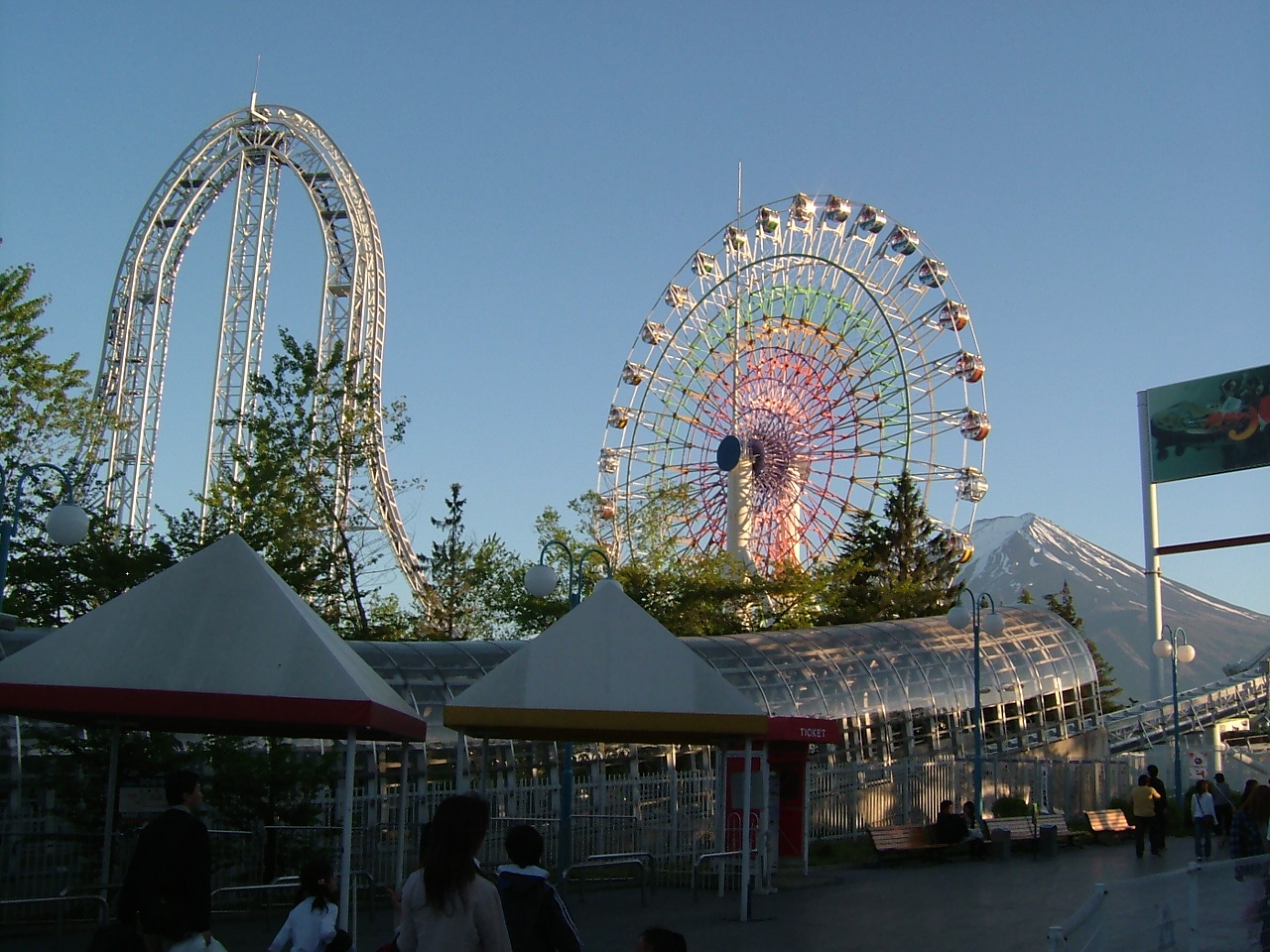
富士急高原樂園

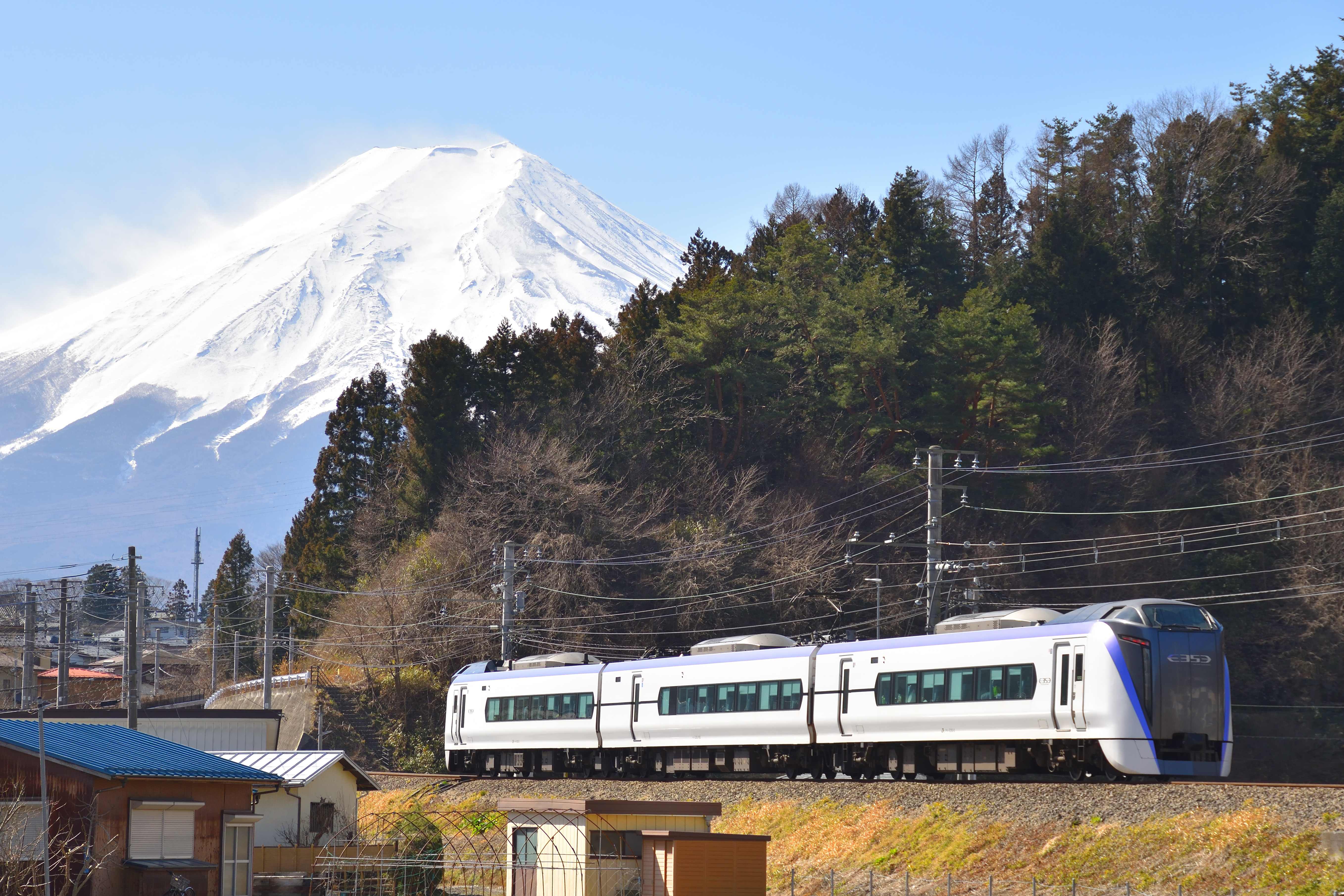
富士回游号列車

- 在日文中，如果要说假名（發音Fu），往往会说“富士山的”。
- 1984年到2004年为止印刷的5000日圓紙幣和2004年以后印刷的1000日元纸币背面都使用了富士山的画面。
- 为保护富士山完整的景观，以及考虑到富士山在日本人心目中的地位，日本政府放弃了在富士山上修建遊览索道車的计划。
- 在台灣日治時期的1896年發現臺灣的玉山高達海拔3952公尺，比富士山高，而於1897年由拓殖務省正式將玉山訂為「新高山」。而後又測量發現臺灣雪山高達海拔3886公尺，亦比富士山高，便於1923年將其訂為「次高山」。
- 富士蘋果為蘋果的品種之一，但與富士山未有直接關係。
- 位於紐西蘭北島上的塔拉納基山（Mt. Taranaki）因為外觀近似富士山，因此曾被當作電影《末代武士》（The Last Samurai）的拍攝背景，用以替代富士山。
- 電影《環太平洋2：起義時刻》中三隻強大怪獸「雷神」、「白蛇」和「伯勞刺」入侵地球後，便一同登陸日本東京，當他們合體成「巨獸」擊敗在場的悍戰太平洋防衛軍後，便爬上富士山企圖將其通過怪獸體內帶有毒素的藍血促成爆發，乃至點燃整片環太平洋火山帶來消滅人類，但被機甲獵人吉普賽復仇者以自由落體方式撞死
- 日本漫畫家望月峯太郎曾以富士山火山爆發造成關東地區全毀的劇情，創作漫畫作品《末日》（ドラゴンヘッド），並在2003年時拍攝成真人主演的改編電影《天咒》。
- 日本漫畫家川口開治的作品《太陽默示錄》之中，遷居台灣避災的日本人因思鄉之情，把台北市的陽明山稱為「台北富士」。
- 日本動畫《名偵探柯南：往天國的倒數計時》中，登場角色如月峰水便是專畫富士山的畫家。
- 香港歌手陳奕迅在2006年的一首著名歌曲，名為《富士山下》。
- 位于中国山东省中部的泰山于2007年11月12日与富士山缔结友好协定[16]。
- 台湾最高峰玉山於2014年2月7日與富士山締結友好協定，由中華山岳協會簽署協定。[17]
- 在Unicode中，富士山编码为U+1F5FB（🗻）。
- 富士也是很多相撲力士的四股名。

### 腳註
1. ↑  日本國土地理院於2002年測量高度
2. ↑  富士山昨夜地震專家憂火山噴發，日本新聞網，2013/7/18
3. ↑  .   [2008-11-02]. （原始内容存档于2012-07-11）.
4. ↑  參考：（日語） （页面存档备份，存于）（日本總務省消防廳雜學關鍵第14篇，富士山是日本第一的山）；PDF檔。
5. ↑  Miyaji, N. . Fuji Volcano. Volcano Research Center, Earthquake Research Institute (ERI), University of Tokyo.   [27 February 2018]. （原始内容存档于2021-01-16）.
6. ↑  「合目」是日本传统的计算山高的单位，把一座山的高度平均分成10份，每一份即为一合，目代表序数。富士山由山脚至山顶共分为十合，半山腰称为五合目，由五合目再往上攀登，便是六合目、七合目，直至山顶的十合目。
7. ↑  富士山入山料千円、本格徴収スタート　登山客「有意義に使って」 （页面存档备份，存于）（日文）MSN産経ニュース2014.7.1
8. ↑  富士山で入山料徴収開始…シーズン通じ1人千円 （页面存档备份，存于）（日文）読売新聞（YOMIURI ONLINE）2014年07月1日
9. ↑  「富士山保全協力金制度」が始まります！ （页面存档备份，存于）（日文）
10. ↑  富士山登山的行前準備 （页面存档备份，存于） RakuRakuJP 樂遊日本 2019年
11. ↑  网易. . www.163.com. 2022-05-17  [2022-05-19]. （原始内容存档于2022-06-16）.
12. ↑  . m.gmw.cn.   [2022-05-19]. （原始内容存档于2022-06-16）.
13. ↑  . mbd.baidu.com.   [2022-05-19]. （原始内容存档于2023-05-10）.
14. 1 2  . m.gmw.cn.   [2022-06-20].
15. ↑  日本のスパコン「富岳」、8年半ぶり世界一奪還 2020/6/23 0:00 (2020/6/23 5:32更新) （页面存档备份，存于） - 日本経済新聞 (日経電子版)
16. ↑  . 2007-11-13  [2024-06-11]. （原始内容存档于2024-06-11）.
17. ↑  .   [2014-01-18]. （原始内容存档于2014-02-01）.

### 文獻
- （日語）富士山 - 富士山信息网站
- （英文）Mount Fuji （页面存档备份，存于） - Global Volcanism Program
- （英文）Mount Fuji（页面存档备份，存于） - Japanese Text Initiative Taketori monogatari
- （中文）富士山遊覽 （页面存档备份，存于） - 日本旅遊資訊總集